# 강병수 (야구인)
강병수(姜秉秀, 1984년 4월 16일~) 또는 오하라 헤이슈(일본어: 大原 秉秀)는 전 일본 프로 야구 야쿠르트 스왈로스의 선수이자, 전 KBO 리그 한화 이글스의 선수이다.
재일 한국인으로 일본 오사카에서 태어나 고등학교를 졸업하고 2002년 일본 프로 야구 신인 드래프트 5순위로 야쿠르트 스왈로스의 지명을 받는다. 입단 당시 "제2의 이케야마 다카히로"(통산 304홈런을 기록한 강타자)로 주목을 받았지만, 주로 2군에서 활동하였다. 2004년에는 경기 도중 3루 수비를 보다가 다른 선수와 충돌하여 큰 부상을 입기도 하였다. 2008년 구단으로부터 방출 통보를 받고 트라이아웃을 통해 일본 프로 야구의 다른 구단으로의 입단을 시도했으나 실패했고, 그 해 12월 한화 이글스의 입단 테스트를 받고 입단했지만, 시즌이 끝난 후 방출되었다. 일본 여자 프로 야구의 효고 스윙 스마일리스에서 코치로 입단하여 활약하고 있다.

## 아마추어 시절
초등학교 1학년 때 야구를 시작하였는데, 주 포지션은 유격수와 포수였다. 중학교 시절에는 3루수와 투수로도 활동하였다. 중학교를 졸업하고 후쿠치야마 세이비(福知山成美) 고등학교에 진학한다. 고등학교 1학년 봄부터 3루수로 팀 내 주전을 맡았고 가을부터는 팀 내 4번 타자로 활약하기 시작했다. 고등학교 통산 4할대 초반의 타율과 33개의 홈런을 기록했지만, 3학년 여름에 소속팀이 히가시야마 고등학교와의 현(縣) 대회 준결승에서 패해 갑자원 대회에는 나갈 수 없었다. 2002년 드래프트 5순위로 도쿄 야쿠르트 스왈로스에 입단한다. 고교 동창으로는 오사카 긴테쓰 버펄로스에 6순위로 입단한 요코야마 데쓰야 선수가 있다.

## 일본 프로 야구시절

### 2003년
루키였지만 2군 경기의 주전 유격수로 출장하면서 기대를 모았다. 커다란 체격으로 '제 2의 이케야마'라고 불리게 된다.

### 2004년
3월 13일 이스턴 춘계 교육리그 세이부와의 경기에서 5회초 수비 중 쿠리야마 선수의 타구를 쫓던 중 마키타니 우사미(牧谷宇佐美) 선수와 부딪히게 되었다. 이 사고로 우측 상단 턱뼈가 골절되는 큰 부상을 입게 된다.

### 2005년
2군 경기 86경기에 출장했지만, 타율 0.235, 2 홈런을 기록하게 된다. 특히 삼진은 54개에 달했다.

### 2006년
처음으로 1군 경기의 오픈전(KBO 리그의 시범경기)에 출장했지만, 1경기에 나와 실책을 기록했다. 미야모토 신야의 부상으로 1군 팀의 내야수에 자리가 생기자, 6월 프로 데뷔 4년 만에 1군으로 승격이 된다.
6월 13일 니혼햄과의 경기에서 1군 경기 첫 출장(선발 유격수)을 하게 된다. 이 날 경기에서 2개의 안타와 1개의 도루를 기록해서 이후 1군에서 지내게 된다. 하지만 경기에서 에러를 범하게 되고 결국 7월 초 다시 2군으로 내려가게 된다. 2군에서도 가와바타 신고 선수에게 유격수 자리를 내주고 3루수로 자리를 옮기게 된다.

### 2007년
주전 3루수였던 이와무라 아키노리(현 템파베이 레이스 내야수)의 이적으로 팀 내 주전 3루수의 공백이 생기게 되자 1군 경기에 오픈전에 참가하게 된다. 하지만 안타를 기록하지 못해 개막전 1군 명단에 이름을 올리지 못했다. 그 해 6월 후루타 아쓰야 감독 겸 선수의 선수 등록 말소에 따라 1군으로 올라오게 되고 선발 3루수로 출장하지만 1군에 머무르지는 못했다. 하지만 2군에서 처음으로 3할이 넘는 타율(0.320)을 기록하게 된다.

### 2008년
2008년 시즌 1군 경기에 나오지 못했다. 2군에서 유격수와 3루수로 안정된 수비를 보여주었지만 타율이 0.204로 부진하자, 10월 7일 구단으로부터 전력외통고를 받고 방출된다. 현역 선수 생활을 이어 나가기 위해 일본 프로 야구 12개 구단이 참가하는 트라이아웃에 참가하였으나 입단 제의를 받지 못한다. 이후 KBO 리그 LG 트윈스의 입단 제의를 받았지만 정식 입단 계약까지 별다른 진전이 없던 중 12월 한화 이글스의 입단 테스트를 받고 정식으로 입단하게 된다.

## 한국 프로 야구 시절
2009년 5월 7일 처음으로 한국 프로 야구 1군에 등록되었고, 대전구장 삼성 라이온즈와의 경기에서 7회초 2루 대수비로 출장하였고, 9회말 볼넷을 얻어냈다. 시즌 후 보류 선수에서 제외되었다.